# 암흑 물질 헤일로

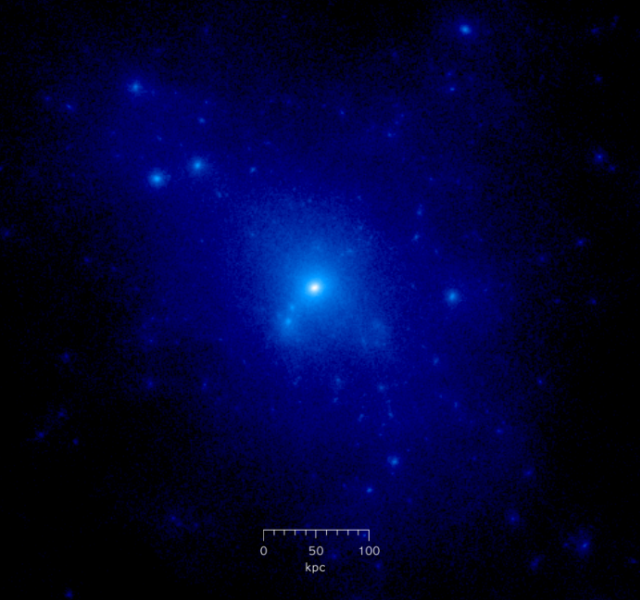
우주론의 N체 시뮬레이션(N-body simulation)에서 모의 실험된 암흑물질 헤일로.

암흑 물질 헤일로(Dark matter halo)는 암흑 물질들로 구성된 은하의 가상적인 구성 요소이다.

우리 은하의 회전속도 곡선이다. 수직축은 은하의 중심에 대한 회전 속도이다. 수평축은 은하의 중심으로부터의 거리이다. 태양은 노란색 공으로 표시되어 있다. 관측된 회전속도 곡선은 파란색이고, 우리 은하의 별과 가스의 질량을 기반으로 예측된 곡선은 붉은색이다. 관측에서의 산포는 회색 막대에 의해 대략적으로 표시된다. 이 차이는 암흑 물질이나 또는 아마 수정된 중력법칙에 의한 것이다.

## 암흑 물질 헤일로의 증거로서 회전 곡선
암흑 물질 헤일로의 존재는 나선은하의 회전에서 나타나는 중력적인 효과에 의해 증명한다. 현재의 은하의 회전속도로 보아, 기존에 알려진 질량으로는 은하를 구성하는 물질들이 은하의 핵으로부터 멀어져야한다. 그러나 나선은하의 관측에서는 은하의 질량으로 인한 중력이 은하를 구성하는 물질이 떨어져나가지 않도록 붙잡을 정도로 강하다는 것이 알려졌다. 이것은 관측되지 않는 물질, 즉, 암흑 물질이 존재한다는 것을 의미한다. 이 암흑물질이 존재하지 않는다고 할 경우, 기존의 중력의 이론이 틀렸다는 것을 의미한다.

## 암흑 물질의 성질에 대한 이론들
나선 은하의 은하계 헤일로에서 암흑물질의 성질은 아직 결정되지 않았다. 그러나 두 개의 대중적인 이론들이 있다. 헤일로는 WIMPs로 알려진 약하게 상호작용을 하는 소립자로 구성되어 있거나, 이것은 MACHOs로서 알려진 암흑 주요부의 작은 것의 큰 숫자들의 근원이다. 이것은 헤일로는 가스와 먼지의 많은 양의 구성성분이라는 것 같지 않게 보인다. 왜냐하면 둘다 관측을 통해 발견해야 하기 때문이다. 은하계의 헤일로에서 마이크로 중력 렌즈 현상에 대한 조사는 MACHOs는 필요한 질량을 설명하기에 충분하지 않을 것 같다는 것을 보여준다.

## 우리 은하의 암흑 물질 헤일로
암흑 물질 헤일로는 은하의 중심으로부터 100,000~300,000광년에 이른다. 이것은 또한 은하의 대부분의 신비로운 부분이다. 이것은 이제 은하의 95%가 암흑물질로 구성되어 있다고 믿어진다. 암흑 물질은 은하의 우리가 보통 알고있는 물질 혹은 중력, 에너지와는 전혀 상호작용을 하고있지 않고 있으며 그렇기 때문에 정체를 알수가 없으므로 암흑물질(dark matter)라 부르는 것이다. 하지만 이것이 없다고 가정하면 기존 우리가 알던 중력에 대한 이론을 전부 부정해야하고 모든 현상을 새롭게 설명해야한다. 암흑물질 헤일로가 있다고 가정했을시에는 암흑물질 헤일로는 우리 은하에서 볼 수 있는 모든 별, 별의 가스, 심지어 먼지까지 포함한 질량보다 10배 이상 큰 질량을 가지고 있다는 계산이 가능하다. 그렇기 때문에 대략 은하의 구성물질중 모든 부분이라고 할 수 있다. 빛을 내는 물질은 대략 90,000,000,000 태양질량을 만들어낸다. 암흑 물질 헤일로는 암흑물질의 600,000,000,000~3,000,000,000,000M☉을 포함한다고 추정된다.

## 같이 보기
- 은하의 형성과 진화
- 은하 좌표계
- 은하 원반
- 은하 팽대부
- 은하 헤일로
- 나선팔
- 암흑 물질
- 암흑 은하